# Wynn Knolls
Wynn Knolls är en kulle i Antarktis. Den ligger i Sydorkneyöarna. Argentina och Storbritannien gör anspråk på området. Toppen på Wynn Knolls är 46 meter över havet. Wynn Knolls ligger på ön Signy.
Terrängen runt Wynn Knolls är huvudsakligen kuperad, men österut är den platt. Trakten är obefolkad. Det finns inga samhällen i närheten. 